# Oscar C. Badger II
Pour les articles homonymes, voir Badger.
Oscar Charles Badger II, né le 26 juin 1890 à Washington et mort le 30 novembre 1958, est un amiral de l'United States Navy qui a servi pendant les deux guerres mondiales.
Il est le petit-fils du commodore Oscar C. Badger (en), le fils de l'amiral Charles Johnston Badger et le cousin du Secrétaire à la Marine des États-Unis George Edmund Badger (en).
Il a reçu la Medal of Honor et commanda notamment l'USS North Carolina (BB-55).
L'USS Badger (FF-1071) est nommé d'après sa famille.